# Saint-Mards-en-Othe
Saint-Mards-en-Othe è un comune francese di 667 abitanti situato nel dipartimento dell'Aube nella regione del Grand Est.

## Società

### Evoluzione demografica
Abitanti censiti